# Kramářská píseň

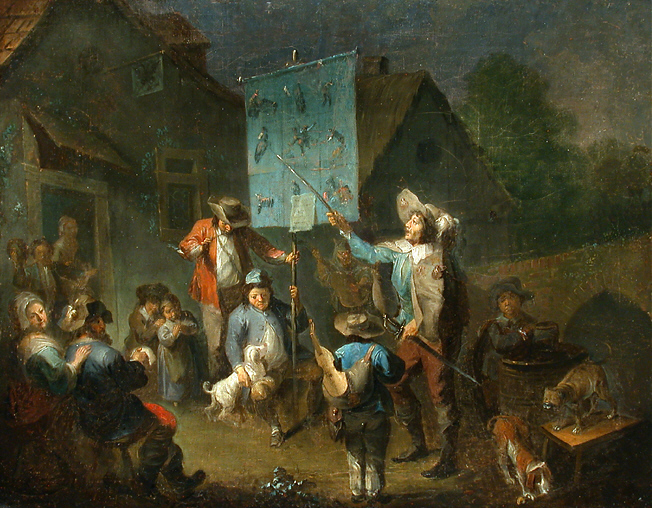
Zpívání kramářské písně na nizozemské malbě 17./18. století

Kramářská píseň je příběh či zážitek interpretovaný formou zpěvu kombinovaného s vyprávěním. Vizuální podobou kramářské písně je tabule pokreslená dílčími situacemi, jakýmsi komiksem, ovšem bez bublin a bez textu, protože ten je interpretován přímo kramářem.
Kramářskou píseň lze zařadit mezi městský folklór.

## Historie žánru

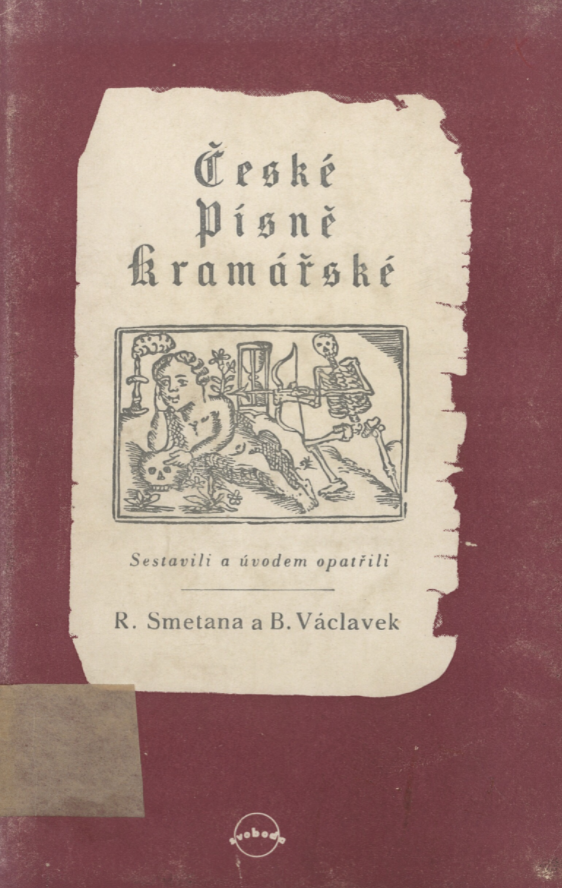
Bedřich Václavek: České písně kramářské, obálka (2. vyd. 1949)

Kramářské písně vznikaly od 16. století do poloviny 19. století, občas i později (spíše jde ale o parodii původní kramářské písně, např. Osvobozené divadlo v divadelní inscenaci Písně strašlivé o Golemovi, určitý druh reminiscence používal i Pavel Kohout ve hře Dobrá píseň). Jejich zpěv kramářem byl většinou doprovázen prodejem jejich textů.
Vzhledem ke značné délce textu kramářských písní už většina z nich upadla v zapomnění (výjimkou je např. píseň Kanonýr Jabůrek, poprvé publikována pod názvem „Udatný rek kanonýr Jabůrek, kratochvilná píseň na světlo vydaná na příklad všem mládencům od civilu a militéru…“ jako kramářská, i z té ale zlidověla jen část).
Výbor více než sedmdesáti obzvláště hodnotných českých kramářských písní zpracovali (po pročtení 20 000 písní) Robert Smetana a Bedřich Václavek; publikace České písně kramářské vyšla v roce 1937 v nakladatelství František Borový a znovu v roce 1949 v nakladatelství Svoboda.

## Námět
Tematika kramářských písní je velmi různorodá, zahrnuje epiku i lyriku, od písní (balad či morytátů) o tragických událostech, rekrutských a vojenských písní, obsahuje duchovní i milostnou lyriku a v neposlední řadě satiru. Pro kramářskou píseň je typický (také jde o jeden z nejparodovanějších znaků) dlouhý a obsáhlý název ve stylu „Nejnovější píseň o pravdivé a žalostné události, kterak bezdětná žena, láskou šílená, uškrtila nevinného synáčka svého vlastního manžela, což se stalo v měsíci srpnu roku 1885“, většinou se zpívá na melodii lidové či obecně známé písně, vlastní melodii má pouze výjimečně.

## Forma a obsah
Kramářská píseň začíná většinou oslovením publika („Poslyšte, co se stalo, křesťané rozmilí, co jest vskutku pravda, žádná lež to není, co se jest vskutku stalo dvě míle od Žatce, pod lesem v tej dolině, stojí tam vesnice.“ – z písně Smutný příběh, který se stal v žateckém kraji), končí morálním ponaučením („Teď si můžem povážit, co lakomost umí, kdo se chce spoléhati na jinšího jmění; rač Boha neustále o pomoc žádejme, svatou pannu Barboru, Krista spasitele.“ – z téže písně). Dalšími typickými znaky je poutavost a dramatičnost děje (časté jsou nadpřirozené jevy), senzačnost, určitá bulvárnost, přesné uvedení místa a času děje kramářské písně (jsou zpravidla založeny na reálné události). Rým je často velmi nedůsledný, většinou je místo rýmu pouhá asonance, při zpěvu kramářské písně je také typické posouvání přízvuku. Kramářské písně jsou většinou psány nespisovným, hovorovým jazykem, často dialektem. Velmi často také obsahují dialogy (kramáři často vystupovali jako rodiny, tedy jeden rodinný příslušník zpíval jednu část, jiný druhou), v čemž je možno vidět určitý druh lidového dramatu.

## Novodobá kramářská píseň
Formu kramářské písně má Píseň strašlivá o Golemovi, kterou jako součást své hry Golem (1931) zpívali V+W. Ze současných hudebních skupin se kramářskými písněmi inspirují např. Šlapeto. Některé kramářské písně z Anglie, Skotska a Irska nazpívala také česká folková skupina Asonance (např. Admirál Benbow), přestože je zaměřena spíše na balady.
Nejznámějšími kramáři poslední doby je Rodina Váňova, která se po českých zemích potulovala zejména v 80. letech 20. století. Byla k vidění nejčastěji v rámci Divadelních poutí. Rodinu tvořili otec Váňa (postupně Miroslav Babuský, Václav Koubek a Jiří Richter), máma Váňová (Nataša Kleplová, Eva Holubová), dcera Chuda (Lenka Volfová) a synové (Matěj a Petr Formanovi).

## Zajímavost
Kramářská píseň hraje klíčovou roli v dramatu Naši furianti Ladislava Stroupežnického při odhalení autora paličského dopisu; dopisem autor vyhrožoval vypálením vsi, nestane-li se ponocným vysloužilý voják Valentin Bláha. Švec Habršperk získal od dcery druhého uchazeče o místo ponocného, krejčího Fialy, opis kramářské písně. Kramářská píseň i paličský list (napsaný na příkaz otce) byly psány stejným rukopisem a Bláhova nevina byla prokázána.